# Цымбал, Сергей Владимирович
Сергей Владимирович Цымбал (26 февраля 1986, посёлок городского типа Ставище, Киевская область, Украинская ССР — 7 октября 2014, Дебальцево, Донецкая область, Украина) — украинский военный, солдат батальона территориальной обороны «Киевская Русь» Вооруженных сил Украины. Участник вооружённого конфликта на востоке Украины. Герой Украины (2015, посмертно).

## Награды
- Звание Герой Украины с вручением ордена «Золотая Звезда» (13 ноября 2015 году, посмертно) — «за исключительную личное мужество, героизм и самопожертвование, проявленные в защите государственного суверенитета и территориальной целостности Украины, верность военной присяге»[1][2].
- Медаль «За жертвенность и любовь к Украине» (УПЦ КП).